# Libáň (district de Jičín)
Pour les articles homonymes, voir Liban (homonymie).
Libáň (en allemand : Liban) est une ville du district de Jičín, dans la région de Hradec Králové, en République tchèque. Sa population s'élevait à 1 864 habitants en 2024.

## Géographie
Libáň se trouve à 13 km au sud-ouest de Jičín, à 48 km à l'ouest-nord-ouest de Hradec Králové et à 65 km au nord-est de Prague.
La commune est limitée par Zelenecká Lhota, Staré Hrady et Bystřice au nord, par Údrnice à l'est, par Kopidlno au sud-est et au sud, par Rožďalovice au sud-ouest, et par Dětenice et Bačalky à l'ouest.

## Histoire
La première mention écrite de la localité date de 1340.

## Transports
Par la route, Libáň se trouve à 7,3 km de Kopidlno, à 16 km de Jičín, à 59 km de Hradec Králové et à 82 km de Prague.